# Aegithalos leucogenys
Il codibugnolo guancebianche (Aegithalos leucogenys (Moore, 1854)) è un uccello passeriforme della famiglia Aegithalidae.

## Etimologia

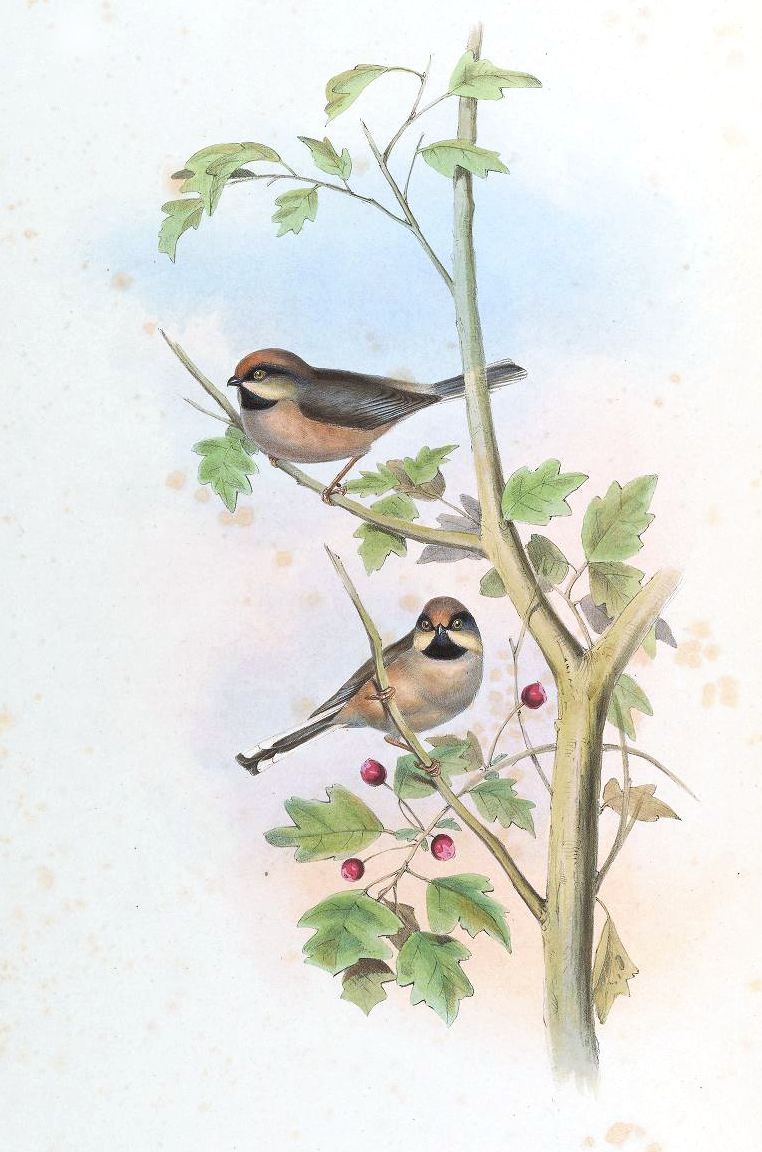
Coppia in illustrazione a cura di Gould.

Il nome scientifico della specie, leucogenys, deriva dall'unione delle parole greche λευκος (leukos, "bianco") e γενυς (genys/genus, "parte inferiore della faccia"), col significato di "dalle guance bianche", in riferimento alla livrea: il nome comune di questi uccelli altro non è che la traduzione di quello scientifico.

## Descrizione

### Dimensioni
Misura 11 cm di lunghezza, per 6-8 g di peso.

### Aspetto
Si tratta di uccelletti dall'aspetto paffuto e arrotondato, muniti di grossa testa arrotondata con corto becco conico dalla mandibola superiore lievemente ricurva verso il basso, ali corte ma appuntite e coda lunga quasi quanto il corpo e dall'estremità cuneiforme.
Il piumaggio è bruno-grigiastro su fronte (dove la base del becco tende al giallo), vertice, nuca, dorso, ali (con le remiganti più scure e tendenti al nerastro), fianchi, petto e ventre, più smorto e tendente al grigio nell'area pettorale e ventrale: la coda è nerastra, così come nera è una banda molto sottile che dai lati del becco giunge fino all'occhio, dove si allarga fino ad avvolgere quest'ultimo ed a formare una forma triangolare che lambisce la parte posteriore delle tempie. Sotto la mascherina facciale è presente un vistoso mustacchio bianco "alla Francesco Giuseppe", raggiungendo la base del collo: la gola è invece nera.
Il becco è nerastro, le zampe sono di color carnicino-rosso e gli occhi sono di colore giallo.

## Biologia
Si tratta di uccelli che vivono perlopiù in coppie, talvolta in gruppi familiari comprendenti i giovani non ancora indipendenti: essi passano la maggior parte del tempo fra i rami dei cespugli o la cima dei grossi alberi, ricercando il cibo fra le foglie.

### Alimentazione
Il codibugnolo guancebianche è un uccelletto insettivoro, la cui dieta si compone perlopiù di piccoli insetti e ragni, ma anche di altri piccoli invertebrati.

### Riproduzione
La stagione riproduttiva va da marzo a maggio: si tratta di uccelli rigidamente monogami, coi due sessi che collaborano nelle varie fasi della riproduzione.
Il nido è di forma ovoidale e misura circa 11 x 8,5 cm: esso possiede apertura nella parte alta, ed è composto di licheni e ragnatele esternamente, con parte interna foderata di piumino.

Al suo interno la femmina depone 4-8 uova, che provvede a covare per circa due settimane: i pulli, ciechi ed implumi alla schiusa, vengono imbeccati ed accuditi da ambedue i genitori, divenendo in tal modo in grado d'involarsi attorno alle tre settimane di vita, mentre l'indipendenza completa viene raggiunta solamente a circa un mese e mezzo dalla schiusa, coi giovani immaturi che nel frattempo seguono i genitori nei loro spostamenti, chiedendo loro (sebbene sempre più sporadicamente) l'imbeccata.

## Distribuzione e habitat
Il codibugnolo guancebianche è diffuso nel centro e nel nord del Pakistan (da Chitral ai monti del nord del Belucistan, e ad est in Gilgit-Baltistan, Kohistan e fino all'area suburbana di Islamabad) e dell'Afghanistan nord-orientale (dal Nurestan al Nangarhar).
L'habitat di questi uccelli è rappresentato dalle aree boschive aperte con sottobosco cespuglioso, a prevalenza di quercia, ginepro e pino.